# Johan Brinck
Johan Brinck, född 1959, är en svensk före detta fotbollsspelare och tränare.
Han spelade i IK Oddevold under några år på 1980-talet innan han tillsammans med Bo Wålemark blev tränare för Ljungskile SK. Tillsammans var de båda tränare under klubbens klättring från division 5 till division 1. Har under några år tränat IK Oddevolds juniorer men också deras A-lag, på egen hand och tillsammans med Bo Wålemark. Säsongen 2014 är han tillbaka på bänken i Ljungskile SK som assisterande tränare.
Han pensionerade sig 2020.